# Limitations de vitesse au Liechtenstein
Les limitations de vitesse au Liechtenstein (abréviation officielle: FL - pour "Fürstentum Liechtenstein") sont calquées sur celles de la Suisse, à la différence près qu'il n'existe pas d'autoroute dans cette Principauté, les deux plus proches étant de part et d'autre des frontières avec la Confédération suisse et avec l'Autriche. Cela donne :
- 50 km/h en ville
- 80 km/h hors agglomération

Il est à noter que ces limitations de vitesses sont uniformément applicables à tous types de véhicules et d'ensembles attelés, indépendamment de leurs caractéristiques techniques et du type de transport effectué.